# Сан-Мартино-дель-Лаго
Сан-Мартино-дель-Лаго (итал. San Martino del Lago) — коммуна в Италии, располагается в регионе Ломбардия, в провинции Кремона.
Население составляет 476 человек (2008 г.), плотность населения составляет 48 чел./км². Занимает площадь 10 км². Почтовый индекс — 26040. Телефонный код — 0375.
Покровительницей коммуны почитается святая Агата, празднование 5 февраля.

## Демография
Динамика населения:

## Администрация коммуны
- Официальный сайт: